# Ліпкі-Мале
Ліпкі-Мале (пол. Lipki Małe, нім. Lipkeschbruch) — село в Польщі, у гміні Санток Ґожовського повіту Любуського воєводства.
Населення — 47 осіб (2011).
У 1975-1998 роках село належало до Гожовського воєводства.

## Демографія
Демографічна структура станом на 31 березня 2011 року:
|          | Загалом | Допрацездатний вік | Працездатний вік | Постпрацездатний вік |
| -------- | ------- | ------------------ | ---------------- | -------------------- |
| Чоловіки | 20      | 6                  | 14               | 0                    |
| Жінки    | 27      | 9                  | 15               | 3                    |
| Разом    | 47      | 15                 | 29               | 3                    |